# Сімейкинська селищна рада
Сімейкинська селищна рада — селищна рада у Краснодонському районі Луганської області з адміністративним центром у смт Сімейкине.
Сімейкинській селищній раді підпорядковано крім власне смт Сімейкине, також села Глибоке, Горіхова Балка та Красний Яр.
Адреса селищної ради: 94473, Луганська обл., Краснодонський р-н, смт Сімейкине, вул. Поштова, 1.

## Населені пункти
Населені пункти, що відносяться до Сімейкинської селищної ради.
| № | Назва          | Тип  | Рік заснування | Площа км² | Населення (2001), ос. |
| - | -------------- | ---- | -------------- | --------- | --------------------- |
| 1 | Сімейкине      | смт  | 1914           | 5,21      | 2653                  |
| 2 | Глибоке        | село | 1934           | 0,055     | 50                    |
| 3 | Горіхова Балка | село | 1934           | 0,616     | 148                   |
| 4 | Красний Яр     | село | 1956           | 0,247     | 41                    |

## Керівний склад попередніх скликань
| ПІБ                             | Основні відомості                                           | Дата обрання | Дата звільнення |
| ------------------------------- | ----------------------------------------------------------- | ------------ | --------------- |
| Чубейко Олександр Володимирович | Селищний голова, 1960 року народження, освіта, безпартійний | 31.10.2010   |                 |
| Усенко Петро Васильович         | Селищний голова, 1954 року народження, освіта, безпартійний | 06.05.2007   | 31.10.2010      |
| Чубейко Олександр Володимирович | Селищний голова, 1960 року народження, освіта, безпартійний | 26.03.2006   | 20.01.2007      |

Примітка: таблиця складена за даними джерела 